# Torneo de Lyon 2009
El Torneo de Lyon es un evento de tenis que se disputa cada año en Lyon, Francia. El Torneo de Lyon de 2009 se jugó entre el 26 de octubre y el 1 de noviembre de 2009.

## Campeones
Individuales masculinos:  Ivan Ljubičić derrota a   Michaël Llodra 7-5, 6-3.
Dobles masculinos:  Julien Benneteau /  Nicolas Mahut  derrotan a  Arnaud Clément /  Sébastien Grosjean, 6-4, 7-6(6).